# Леруа-Больё, Филиппин
Филиппин Леруа-Больё (фр. Philippine Leroy-Beaulieu; род. 25 апреля 1963) — французская актриса театра, кино и телевидения.

## Биография
Филиппин Леруа-Больё родилась в Булонь-Бийанкур, ранние годы провела в Италии. Начала изучение литературы в Университете Сорбонна, но она вскоре поступила в театральную школу Cours Florent, а позднее продолжала актёрские учения в парижской Консерватории. Дебютировала на экране в 1983 году в кинокомедии Роже Вадима «Вечеринка с сюрпризами». Актриса Национального народного театра в Вийёрбан и театров в Париже.

## Избранная фильмография
- 1983 — Вечеринка с сюрпризами / Surprise Party
- 1985 — Трое мужчин и младенец в люльке / Trois hommes et un couffin
- 1988 — Бесы / Les Possédés
- 1988 — Наталия / Natalia
- 1989 — Два Фрагонара / Les Deux Fragonard
- 1989 — Французская революция / La Révolution français — Шарлотта Корде
- 1992 — Виновность невиновного, или Когда лучше спать / Coupable d'innocence ou Quand la raison dort
- 1995 — Джефферсон в Париже / Jefferson in Paris
- 1996 — Эркюль и Шерлок против мафии / Hercule et Sherlock
- 1996 — Прекрасная Зелёная / La Belle Verte
- 1998 — Скорый поезд / TGV
- 2000 — Ватель / Vatel
- 2003 — 18 лет спустя / 18 ans après
- 2004 — Два брата / Deux frères / Two Brothers
- 2006 — Любовь и другие катастрофы / Love and Other Disasters
- 2020 — Эмили в Париже / Emily in Paris

## Признание
- 1986 — Номинация Премии «Сезар» самой многообещающей актрисе.